# Notoscopelus
A Notoscopelus a sugarasúszójú halak (Actinopterygii) osztályának Myctophiformes rendjébe, ezen belül a gyöngyöshalfélék (Myctophidae) családjába tartozó nem.

## Rendszerezés
A nembe az alábbi 6 faj tartozik:
- Notoscopelus bolini Nafpaktitis, 1975
- Notoscopelus caudispinosus (Johnson, 1863)
- Notoscopelus elongatus (Costa, 1844)
- Notoscopelus japonicus (Tanaka, 1908)
- Notoscopelus kroyeri (Malm, 1861)
- Notoscopelus resplendens (Richardson, 1845)

## Rajzok a halakról

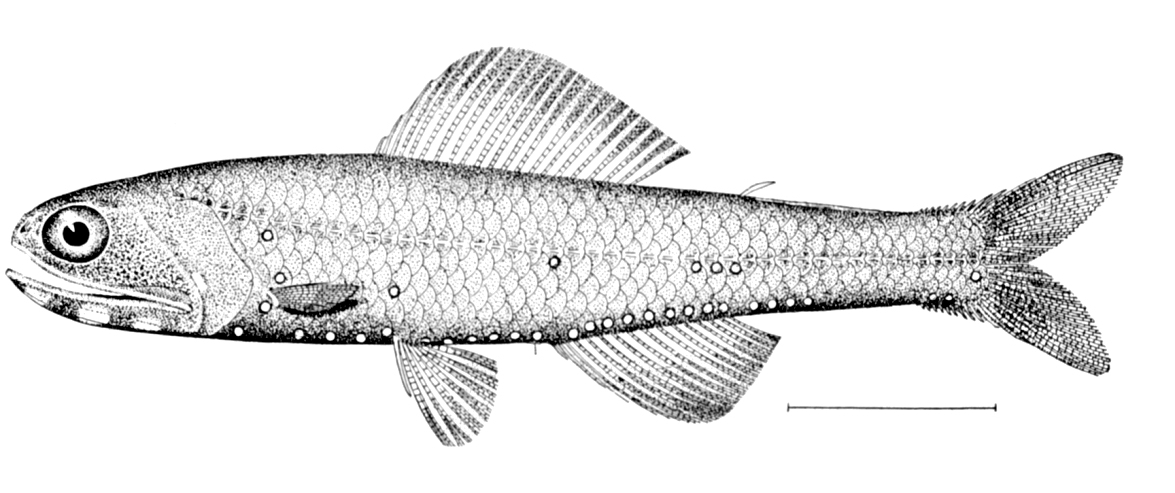
Notoscopelus kroyeri
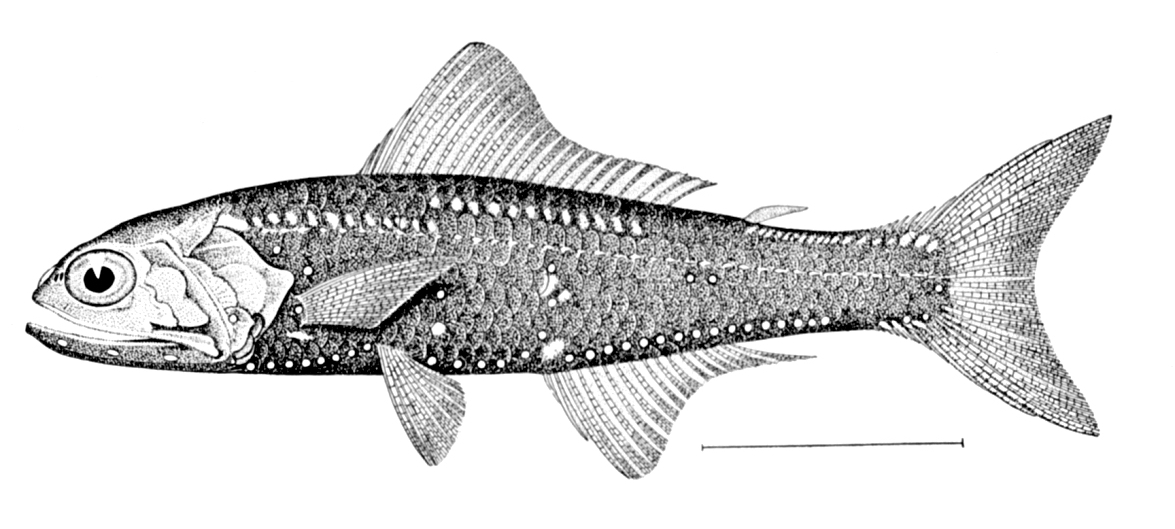
Notoscopelus resplendens